# كنيسة الساكري كور في مونمارتر

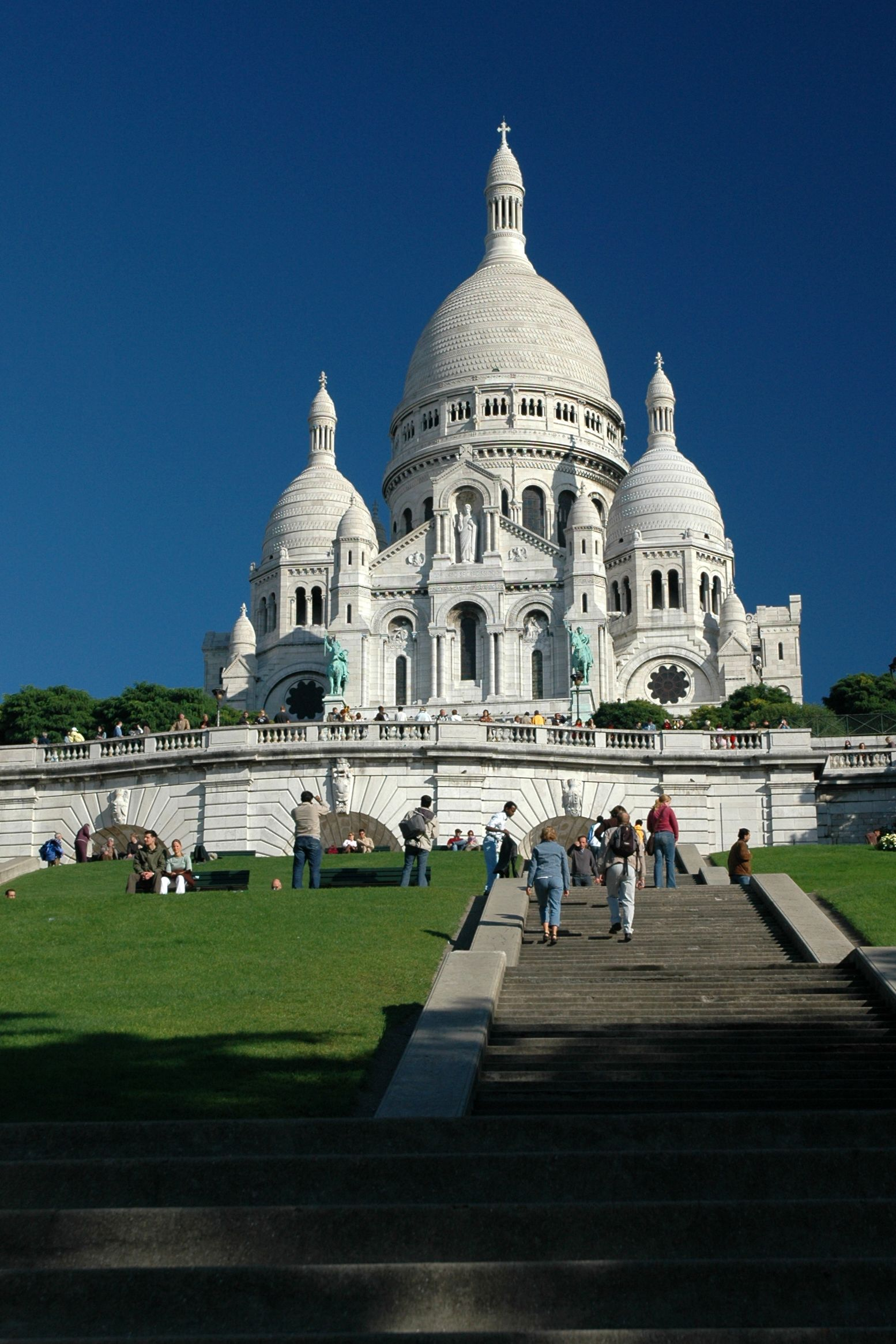
الساكري كور أو كنيسة القلب المقدس

كنيسة الساكري كور في مونمارتر بالفرنسية : (Basilique du Sacré-Cœur de Montmartre) أحد أشهر كنائس باريس بعد كنيسة نوتردام وتقع على تلة في باريس اسمها تلة مونمارتر في الدائرة الثامنة عشر في حي كلينكور.
وتسمى كنيسة القلب الأقدس في مونمارتر وهي في الجزء العلوي من مونمارتر. بنيت في أعقاب حرب 1870. وهي من المرافق العامة بموجب قانون أقر 24 يوليو 1873 من قبل الجمعية الوطنية في عام 1871. بُعيد أحداث كومونة باريس، تستقبل ما يقرب من أحد عشر مليون من الحجاج والزوار في كل عام، وهي المعلم الديني الباريسي الثاني الأكثر زيارة بعد كاتدرائية نوتردام.

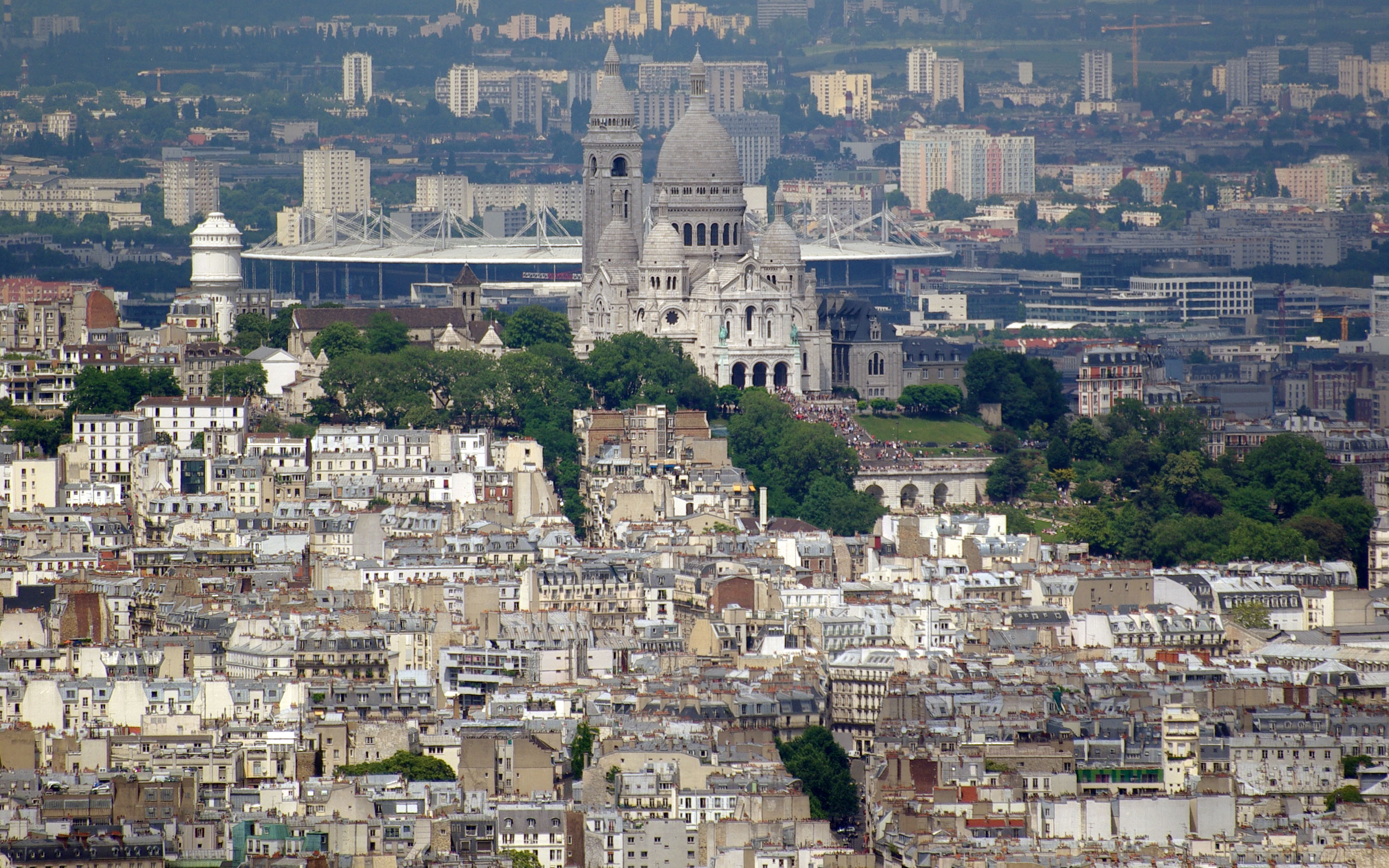
كنيسة القلب الأقدس كما نراها من برج مونبارناس

## مونمارتر كهضبة مقدسة
كانت تلة مونمارتر منذ فترة طويلة مكان للعبادة أولاً الوثنية والغالية ثم المعابد الكالوا-رومانية المخصصة لعطارد والمريخ ربما. وبعد ذلك للعبادة المسيحية. اسم تلة مونمارتر ربما يأتي من اسم المكان مونس مارتيس (جبل المريخ). شُيدت كنيسة مونمارتر الذي حلت محل المعابد الرومانية على شرف القديسين الشهداء، إلى جانبها يوجد كنيسة أخرى صغيرة وتقع على الجهة الجنوبية منها.

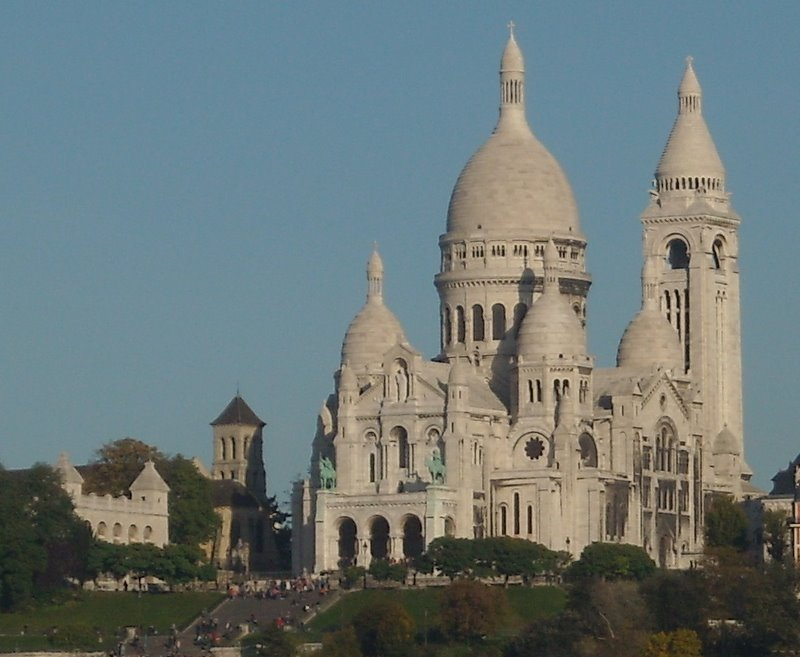
في هذه الصورة تظهر كنيسة القديس بطرس الصغيرة قرب الساكري كور وأيضاً خزان الماء الذي يظهر وكأنه بناء سكني

كما يوجد خزانين للماء قرب هذه الكنيسة يغذيان الدائرة الثامنة عشر.

## المكان وكمونة باريس

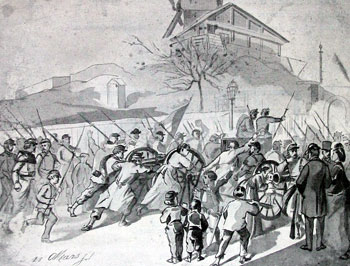
مدافع 18 مارس 1871 في مونمارتر.

في يوم 17 مارس 1871، شكك أدولف ذيرز وحكومته في نوايا الباريسيين، الذين كانوا قد استولوا على مدافع الحرس الوطني لمنع القوات الألمانية من الوصول إلى باريس، وأرسل في تلك الليلة قوات تحت قيادة الجنرال لوكونت للاستيلاء على تلك المدافع الممركزة في هضبة مونتمارتر. ألقى الثوار القبض على الجنرال وأعدموه في صبيحة الغد.
حينما قررت الحكومة نزع سلاح الباريسيين أحسوا بالتهديد. فقد كان هذا الأمر يقضي بانتزاع 227 مدفعا و 500000 بندقية خزنوها في بيلفيل ومونتمارتر. اعتبر الباريسيون هذه المدافع كملكية خاصة بهم دفعوا ثمنها حينما تجندوا للحرب ضد بروسيا. ورأوا أنهم سيكونون دون أي دفاع (مثل يونيو 1848).

### بعض المعالم في هذه الهضبة
قرب الكنيسة يوجد كرم عنب مونمارتر وهو معروف جداً ويعتبر حقل العنب الأخير الذي بقي في باريس لإنتاج النبيذ.

## البناء والهندسة

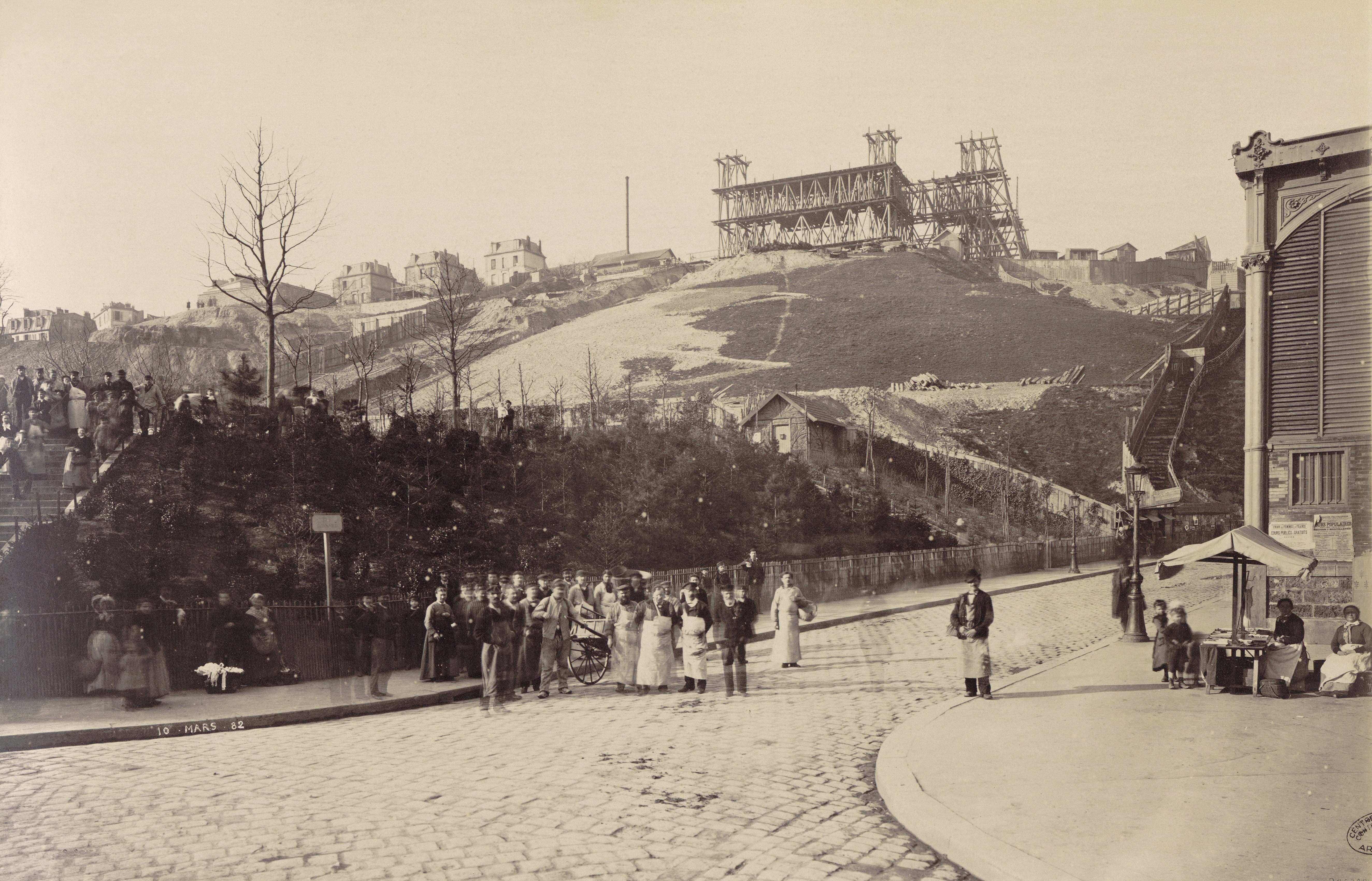
Louis-Émile Durandelle, بداية البناء في عام 1882

في 16 يونيو 1875، وضع الكاردينال كيبرت حجر الأساس للكنيسة ( وهو رخام وردي من بوير Bouère)، وليس بعيدا من مطحنة قديمة اسمها طاحونة لا كاليت، وبالتالي فإن الاسم الشعبي الذي يطلق على الكنيسة من قبل الناس الساكنين في مونمارتر هو " نوتردام دو لا غاليت. "
لقد كانت هناك حاجة إلى شهور عديدة لتعزيز الأساسات : على سبيل المثال صالات العرض تحت الأرض، كما أن الانهيارات تطلبت بناء 83 بئرا على عمق ثلاثة وثلاثين متراً . في 3 مارس 1876، رئيس أساقفة باريس افتتح مصلى مؤقت بجانب العمل. بدأ بناء سرداب في عام 1881 وذلك للكنيسة. تمّ تركيب نوافذ بين 1903 و 1920 دمرت أثناء الحرب العالمية الثانية. تم الانتهاء من برج أجراس (ارتفاع البرج 90 مترا) في عام 1912، لكنه لم يكن حتى عام 1914 بعد أن تم الانتهاء من الواجهة بأكملها. تم تأجيل التدشين الذي كان مقررا أصلاً في 17 أكتوبر 1914 بسبب اندلاع الحرب العالمية الأولى وتم في 16 تشرين الأول، 1919، افتتح التدشين الكاردينال فيكو، بحضور الكاردينال أميت، رئيس أساقفة باريس آنذاك، والعديد من الأساقفة وكبار شخصيات الكنيسة ورجال الدين والسلطات المدنية والمؤمنين العاديين. وقد تم الانتهاء من البناء رسميا في 1923 مع الانتهاء من الديكور الداخلي، بما في ذلك الفسيفساء. شهدت 1930 بداية بناء ملاحق والخزانة ومكاتب ومساكن لاستيعاب الحجاج .

## الوصول إليها
تعتبر الكنيسة كأحد المعالم السياحية والمواقع الأثرية في باريس ونستطيع أن نصل إليها عن طريق الخط 2 لمترو باريس محطتي مترو أنفير وباربيس - روشوشوار أو مترو الخط 12 لمترو باريس محطة أبيس.